# 二月十三
二月十三，农历二月第十三天。

## 出生
- 日本大永二年，三好長慶。
- 清穆宗同治四年，谭嗣同。
- 清康熙四十三年，弘时。

## 节假日和习俗
- 道教為鳳凰日，即鳳凰神聖誕。
- 臺北楊家祭典：台北的泉州府同安縣楊姓宗親，在這天舉行「楊府元帥」、「馬府聖侯」的過頭儀式（爐主交接）。總共有六個地區輪流當爐主，每個地區輪值一年。六個地方分別是：2006年新莊瓊林，2007年板橋歡仔園，2008年三重分子尾，接著為蘆洲和尚洲，蘆洲南港子，2011年社子島溪洲底(後三個順序不明)。到2012年又輪到新莊瓊林。據地方耆老說法，楊府元帥(楊府聖祖)為宋朝楊家將中的楊繼業，與其他地方崇拜的楊府元帥楊延昭不同。馬府聖侯之姓名與年代則需另行考證。說法一為楊姓先祖為奸人所害，因而被貶至南方，途中奸人另欲加害，以絕後患，所幸當時的押送官馬府聖侯保護，所以奸人無法得逞。故楊姓先祖為馬府聖侯立長生牌位，並交代後世永遠供奉，以感念其恩。

- 洪聖爺誕

## 参看
- 日历
- 二月十一 - 二月十二 - 二月十三 - 二月十四 - 二月十五
- 正月十三 - 二月十三 - 三月十三
- 正月 - 二月 - 三月 - 四月 - 五月 - 六月 - 七月 - 八月 - 九月 - 十月 - 十一月 - 腊月
- 公历2月13日